# Cerro Colorado (Anzoátegui)
Cerro Colorado es el nombre que recibe una montaña ubicada al norte del Estado Anzoátegui al nororiente del país suramericano de Venezuela. Se localiza al sur del complejo turístico el Morro, la laguna de maguey y la Bahía de Pozuelos, al oeste del Cerro Vidono, al noroeste del cerro Vidriales y el Cerro la Cruz y al este del Río Neverí.